# 黄心球花报春
黄心球花报春（学名：Primula erythrocarpa）为报春花科报春花属下的一个种。产于西藏，生于山坡草地、水边和林下，海拔2900-4300米。

## 扩展阅读
- 維基物種上的相關：黄心球花报春